# ناگز هد، لندن
latitudeناگز هد، لندنlongitudeناگز هد، لندن
ناگز هد، لندن (به انگلیسی: Nag's Head) یک ناحیه در لندن است که در منطقه ایزلینگتون لندن واقع شده‌است.